# Kinoshita Rigen
Pour les articles homonymes, voir Kinoshita.
Kinoshita Rigen (木下 利玄, 1er janvier 1886 - 15 février 1925) est le nom d'auteur de l'écrivain japonais, vicomte Kinoshita Toshiharu, connu pour sa poésie tanka, actif durant les époques Meiji et Taishō du Japon.

## Jeunesse
Né dans un lieu qui fait à présent partie de la ville d'Okayama, préfecture d'Okayama, Kinoshita  est un descendant en ligne directe du beau-frère de  Toyotomi Hideyoshi. Son oncle Kinoshita Toshiyasu est le 13e et dernier daimyo du domaine d'Ashimori (25 000 koku). Après la restauration de Meiji, il reçoit le titre de vicomte (shishaku) dans le cadre du système de pairage kazoku. Quand il meurt, son neveu Kinoshita Rigen, alors âgé de 5 ans seulement, lui succède à la tête de la famille principale en tant que vicomte Kinoshita.  Kinoshita aurait été daimyo si le shogunat Tokugawa avait duré quelques années de plus. Quoi qu'il en soit, Kinoshita est diplômé du département de littérature de l'Université impériale de Tokyo. Parmi ses condisciples se trouvent Naoya Shiga et Saneatsu Mushanokōji et il est lui-même étudiant auprès du poète Nobutsuna Sasaki.

## Carrière littéraire

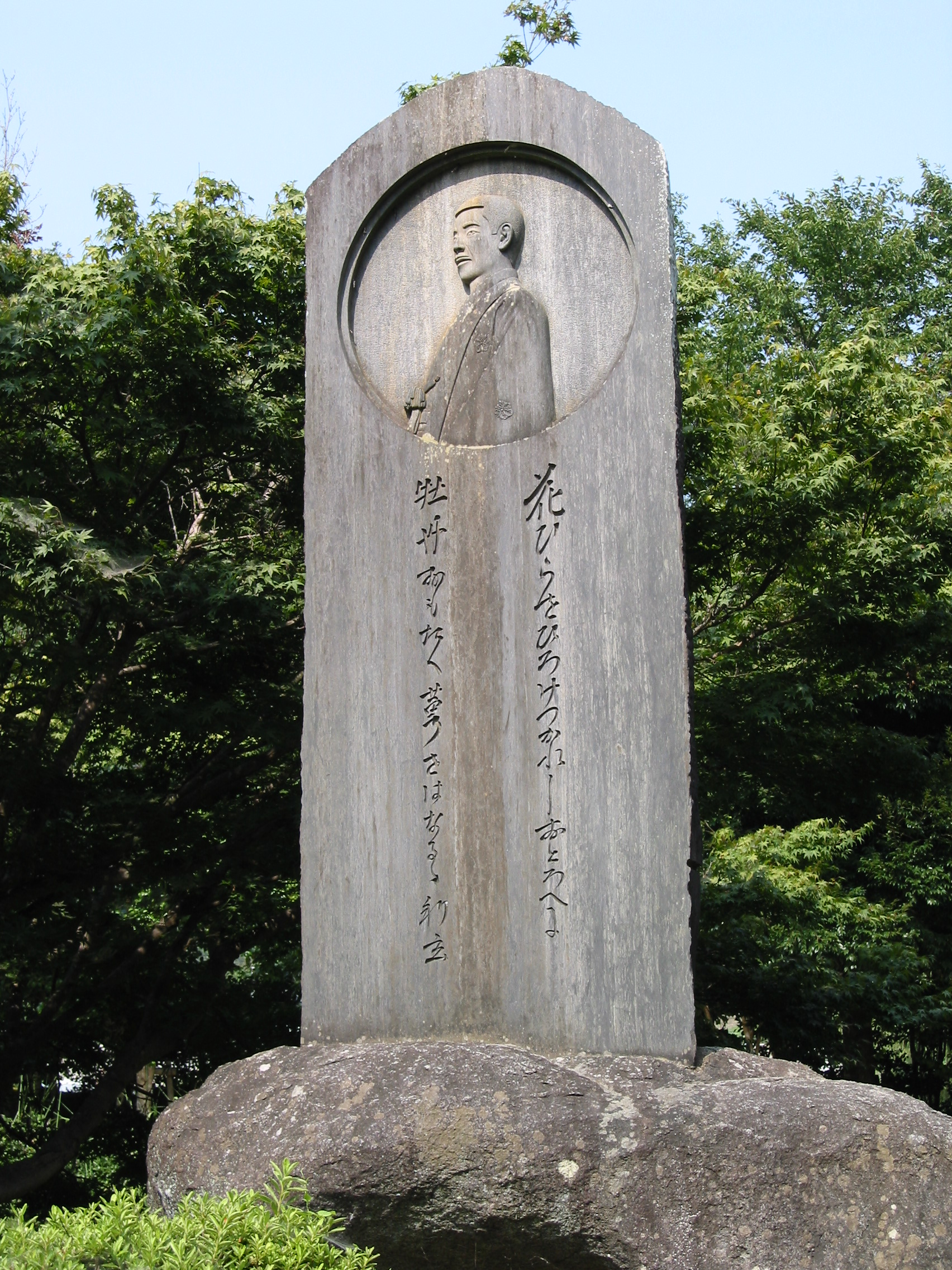
Monument en pierre avec un tanka de Kinoshita Rigen à Ashimori, Okayama

Avec Naoya Shiga et Saneatsu Mushanokōji, Kinoshita est cofondateur de la « Société du bouleau blanc » en 1910. Il contribue activement à la revue littéraire « Shirakaba » de la société avec d'élégants vers de poésie tanka, écrits dans un langage familier facile à comprendre. Il publie de nombreuses anthologies de ses poèmes dont Kogyoku (« balle rouge », 1919) et Ichiro (« Une ruelle », 1924).
Kinoshita s'installe à Kamakura, préfecture de Kanagawa en 1919, car l'air marin a la réputation d'être bénéfique pour les problèmes respiratoires. Il est cependant atteint de la tuberculose et meurt quelques années plus tard. 

## Sources
- Louis Frédéric : Japan Encyclopedia. Harvard University Press, 2002 (titre original : Japon, dictionnaire et civilisation),  (ISBN 0-674-00770-0), S. 524.
- Ferris Wheel. 101 Modern and Contemporary Tanka. Cheng & Tsui, 2006 ,  (ISBN 978-0-88727-494-7), S. 115.

## Référence
- (en) Cet article est partiellement ou en totalité issu de l’article de Wikipédia en anglais intitulé « Kinoshita Rigen » (voir la liste des auteurs).